# Ла Коста (Арецо)
Ла Коста је насеље у Италији у округу Арецо, региону Тоскана.
Према процени из 2011. у насељу је живело 66 становника. Насеље се налази на надморској висини од 277 м.